# Жакарезінью
Жакарезінью (порт. Jacarezinho) — муніципалітет в Бразилії, входить в штат Парана. Складова частина мезорегіону Північ Піунейру-Паранаенсе. Входить в економіко-статистичний мікрорегіон Жакарезінью. Населення становить 38 714 людини на 2006 рік. Займає площу 602,526 км². Щільність населення — 64,3 осіб/км².

## Клімат
Місто знаходиться у зоні, котра характеризується вологим субтропічним кліматом. Найтепліший місяць — лютий із середньою температурою 24.8 °C (76.6 °F). Найхолодніший місяць — червень, із середньою температурою 17 °С (62.6 °F).
| Клімат Жакарезінью      | Клімат Жакарезінью | Клімат Жакарезінью | Клімат Жакарезінью | Клімат Жакарезінью | Клімат Жакарезінью | Клімат Жакарезінью | Клімат Жакарезінью | Клімат Жакарезінью | Клімат Жакарезінью | Клімат Жакарезінью | Клімат Жакарезінью | Клімат Жакарезінью | Клімат Жакарезінью |
| Показник                | Січ.               | Лют.               | Бер.               | Квіт.              | Трав.              | Черв.              | Лип.               | Серп.              | Вер.               | Жовт.              | Лист.              | Груд.              | Рік                |
| Середній максимум, °C   | 31,7               | 31,7               | 31,4               | 29,6               | 26,8               | 25,4               | 25,9               | 27,6               | 28,6               | 29,5               | 30,6               | 30,7               | 29,1               |
| Середня температура, °C | 24,6               | 24,8               | 24                 | 21,7               | 18,7               | 17                 | 17,1               | 18,7               | 20,5               | 22                 | 23,3               | 23,9               | 21,4               |
| Середній мінімум, °C    | 19,2               | 19,7               | 18,9               | 16,1               | 13,2               | 11,2               | 11,1               | 12,2               | 14,5               | 16,2               | 17,5               | 18,9               | 15,7               |
| Вологість повітря, %    | 72                 | 76                 | 74                 | 71                 | 74                 | 74                 | 69                 | 65                 | 63                 | 66                 | 68                 | 72                 | 70.3               |
| ----------------------- | ------------------ | ------------------ | ------------------ | ------------------ | ------------------ | ------------------ | ------------------ | ------------------ | ------------------ | ------------------ | ------------------ | ------------------ | ------------------ |
| Джерело: Weatherbase    |                    |                    |                    |                    |                    |                    |                    |                    |                    |                    |                    |                    |                    |

## Історія
Місто засноване 2 квітня 1900 року.

## Статистика
- Валовий внутрішній продукт  на 2003 становить 331.523.999,00 реалів (дані: Бразильський інститут географії та статистики).
- Валовий внутрішній продукт на душу населення  на 2003 становить 8.471,94 реалів (дані: Бразильський інститут географії та статистики).
- Індекс розвитку людського потенціалу  на 2000 становить 0,782 (дані: Програма розвитку ООН).